# Clupeidae

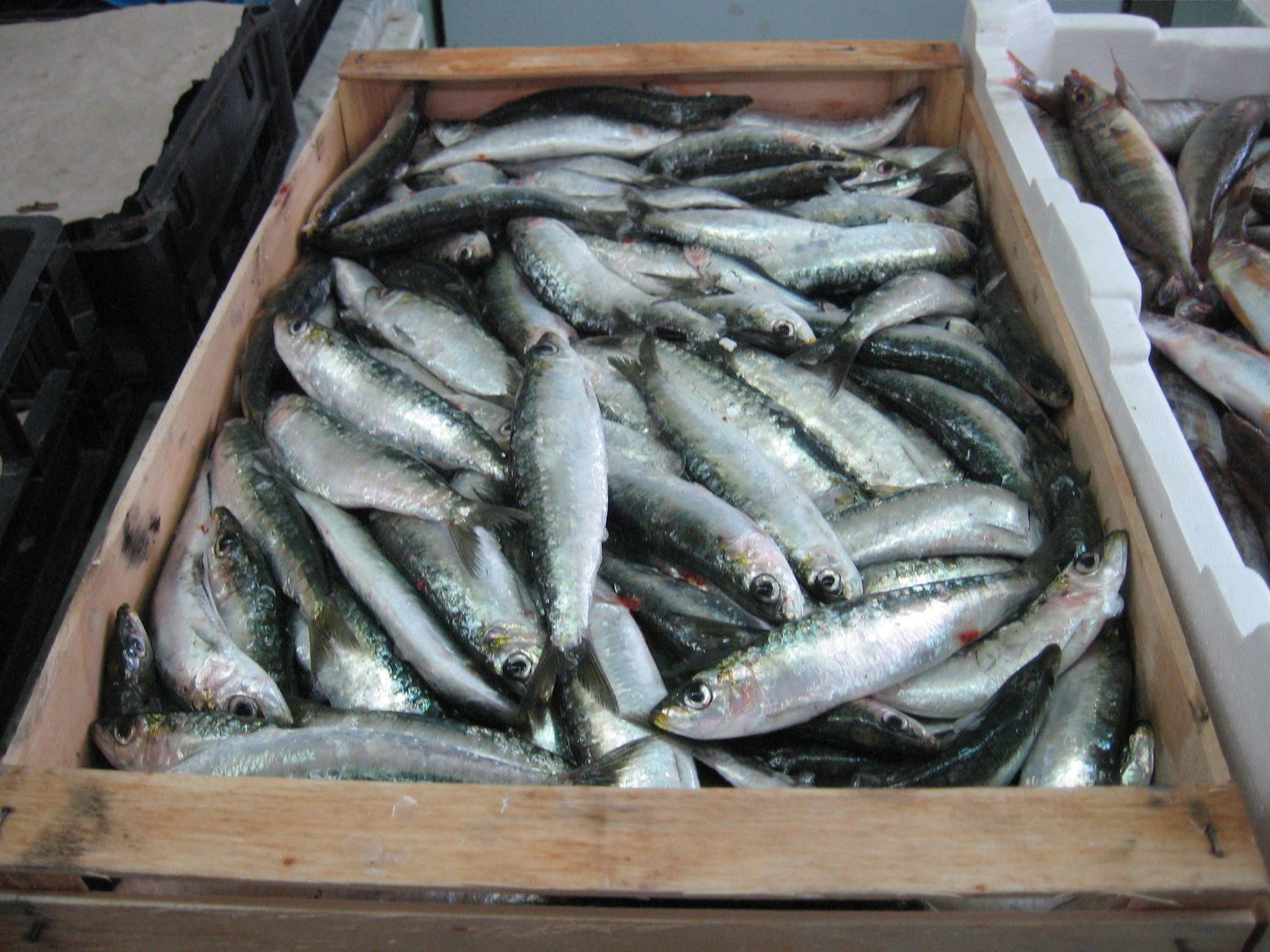
Sardina común europea (Sardina pilchardus) en un mercado de Cerdeña.

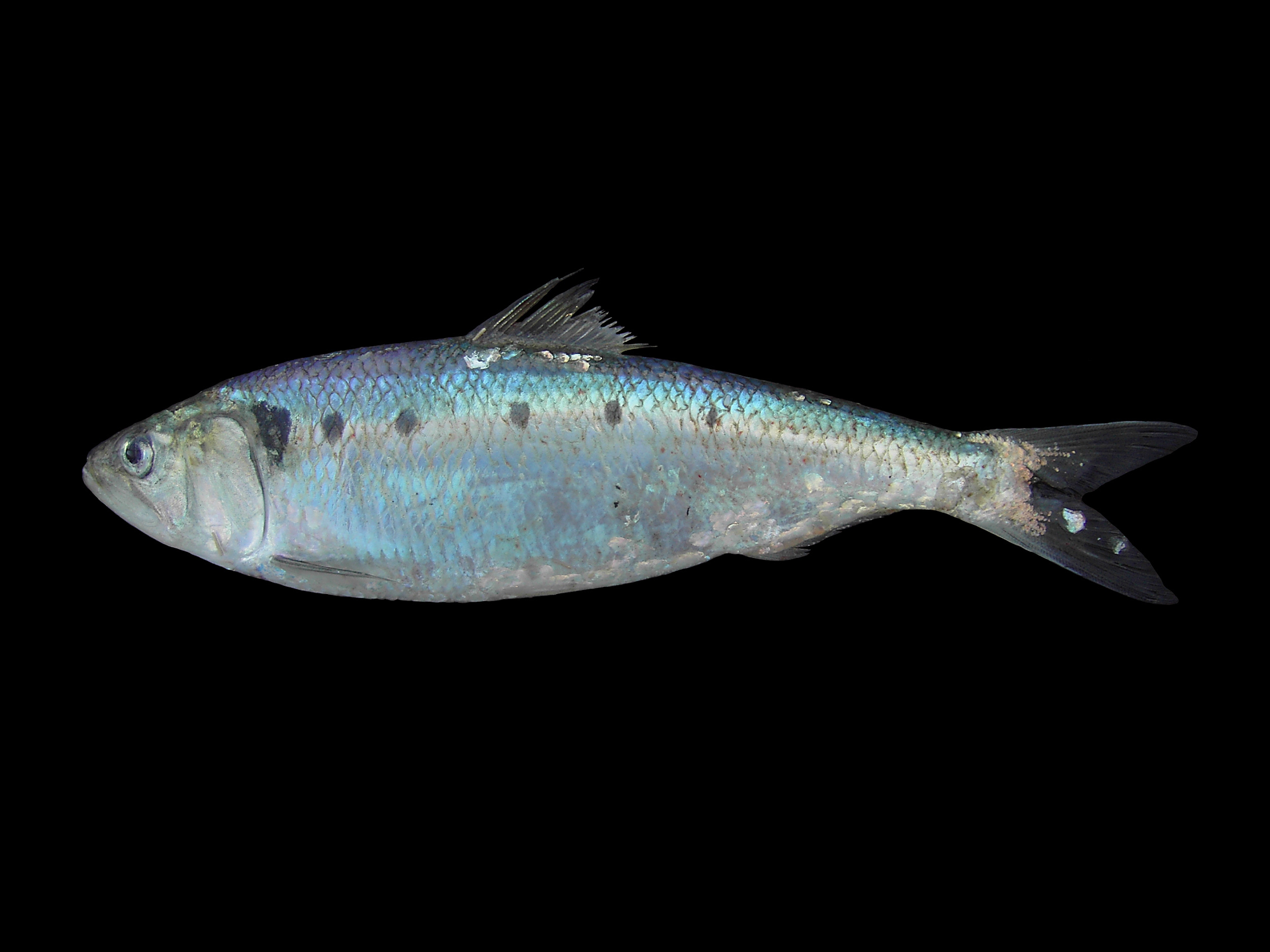
Alosa (Alosa fallax).

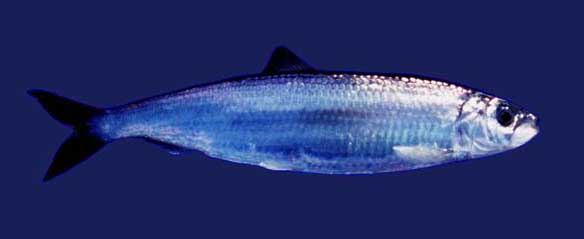
Arenque (Clupea harengus).

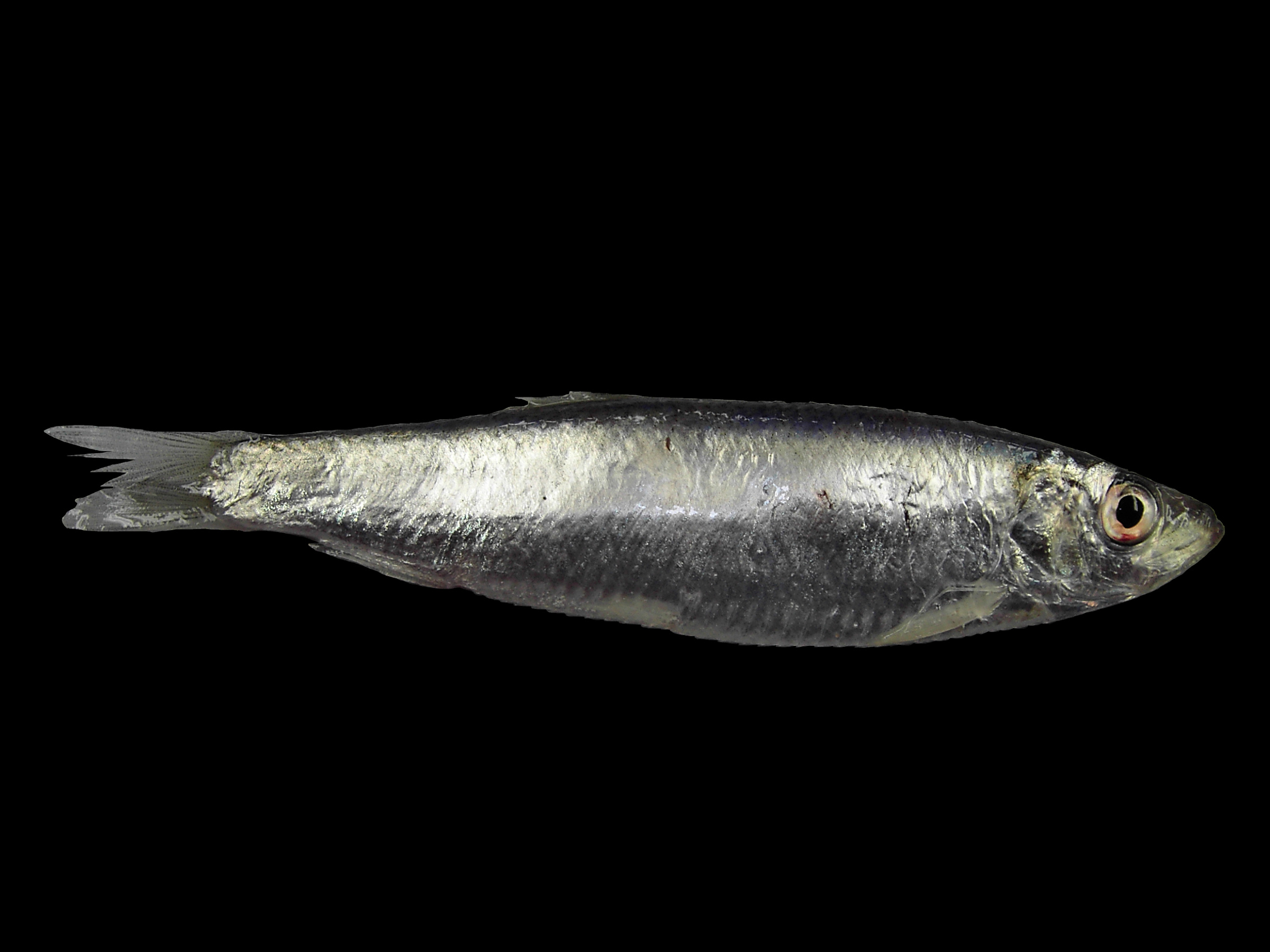
Sprattus sprattus.

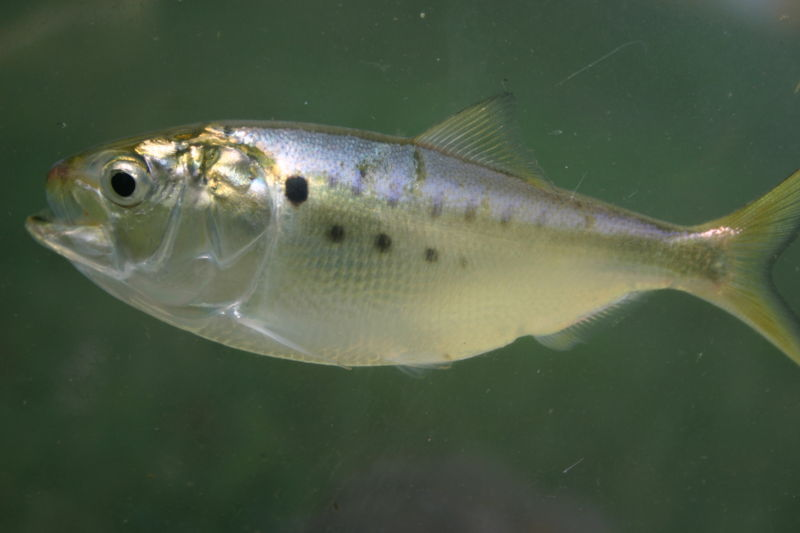
Sábalo (Brevoortia tyrannus).

Las sardinas, arenques y alosas forman la familia Clupeidae de peces marinos incluida en el orden Clupeiformes, distribuidos por todos los mares del mundo, con algunas de las más importantes especies pescadas para alimentación. Su nombre científico está formado por el latín clupea, que significa sardina (palabra que a su vez deriva de clupeus que significa escudo en alusión a sus escamas) y el sufijo -eidae, derivado del sustantivo griego εἷδος (eidos) "forma".
La pesca de los Clupeidae también es crucial para la industria pesquera. No solo se destina al consumo directo de los seres humanos, sino que también se utiliza para la elaboración de productos procesados como aceite de pescado, harina de pescado, y piensos para la acuicultura y la ganadería. Además, estas especies también se utilizan en la producción de productos en conserva y como base para la fabricación de productos pesqueros de bajo costo.
Aparecen por primera vez en el registro fósil en el Eoceno inferior, durante el Terciario inferior.

## Morfología
Tienen el cuerpo normalmente fusiforme, redondeado o fuertemente comprimido, con tamaño de adultos que varían entre 2 cm en algunas especies y 75 cm en otras; la cabeza no tiene escamas; los dientes de la mandíbula, cuando tiene, son pequeños o diminutos; la línea lateral abarca unas pocos escamas detrás de la cabeza en algunas especies, mientras que en otras no tienen; las escamas son cicloideas (suaves cuando se tocan), generalmente formando escudos abdominales (de ahí el nombre de la familia).
Presentan una única aleta dorsal, pequeña y situada cerca de la parte central del cuerpo, con aletas pélvicas más o menos por debajo de la base de la aleta dorsal, aunque en algunas especies están ausentes tanto las pélvicas como la dorsal; todas ellas tienen radios blandos sin espinas.

## Hábitat y modo de vida
Pueden encontrarse en todo los mares, pero principalmente tropicales, entre los 70° de latitud N y los 60° de latitud S; algunas especies son de agua dulce y anádromas.
Un inventario de especies de esta familia en América cita  las siguientes especies: Harengula peruana Fowler & Bean - de México a Perú, H. thrissina (Jordan & Gilbert) - de California a Perú, Ilisha furthii (Steindachner) - de Costa Rica a Perú, Lile stolifera (Jordan & Gilbert) - de Golfo de California a Perú, Odontognathus panamensis (Steindachner) - de Golfo de Fonseca a Panamá, Opisthonema bulleri (Regan) - de México a Perú, O. libertate (Günther) - de California a Perú, O. medirastre Berry & Barrett - de California a Perú, Opisthopterus dovii (Günther) - de Golfo de California a Perú, O. equatorialis (Hildebrand) - de Golfo de California a Perú, Neopisthopterus tropicus (Hildebrand) - de Golfo de California a Perú, Pliosteostoma lutipinnis (Jordan & Gilbert) - de México a Colombia.
Casi siempre se encuentran cerca de la costa en grandes bancos; la mayoría de las especies se alimentan de pequeños animales planctónicos.

## Importancia comercial
Todo el grupo representa una de las más importantes familias de peces comercializados, con algunas especies concretas de gran importancia pesquera como son:
- Brevoortia tyrannus - sábalo
- Clupea harengus - arenque
- Clupea harengus membras - arenque del Báltico
- Clupea pallasii - arenque del Pacífico
- Sardina pilchardus - sardina

Se usan para alimentación humana fundamentalmente, aunque también son capturados para obtener aceites de pescado o harinas de pescado con usos industriales.

## Volúmenes de Captura
La pesca de los Clupeidae, es una actividad pesquera clave a nivel mundial. Los volúmenes de captura de estas especies varían considerablemente según la región, la especie y las políticas de manejo pesquero. 
Según las estadísticas de la FAO (Organización de las Naciones Unidas para la Agricultura y la Alimentación), en 2020, la captura mundial total de los miembros de la familia Clupeidae fue estimada en aproximadamente 28.2 millones de toneladas. Este volumen representó una porción significativa de la captura total de peces en todo el mundo, subrayando la importancia de estas especies en la pesca comercial. Este volumen incluye tanto la captura destinada al consumo humano directo como la captura utilizada para producir harina y aceite de pescado, que son esenciales en la acuicultura y la alimentación animal.

### Captura por especie
Dentro de los Clupeidae, las principales especies capturadas incluyen el arenque (Clupea harengus), la sardina (Sardinops sagax), y la anchoa (Engraulis encrasicolus). Las estimaciones de captura mundial por especie en 2020 son :
- El arenque es una de las especies más capturadas dentro de los Clupeidae. En 2020, la captura mundial de arenque alcanzó aproximadamente 10.7 millones de toneladas[4]. Esta especie es especialmente abundante en las aguas del Atlántico Norte, en áreas como el Mar del Norte y el Mar Báltico.
- La captura de sardinas, particularmente la sardina del Pacífico (Sardinops sagax), es también muy relevante. En 2020, se estimó que se capturaron 7.5 millones de toneladas de sardinas a nivel mundial[4]. Este volumen incluye tanto la sardina del Pacífico, que se pesca principalmente en América del Sur, como otras especies similares de sardinas en otras regiones del mundo.
- La anchoa del Pacífico, en particular, es una especie que también tiene volúmenes significativos de captura. En 2020, la captura mundial de anchoas alcanzó aproximadamente 5.4 millones de toneladas[4]. Esta especie se captura principalmente en la costa de Perú y Chile, donde es un recurso pesquero fundamental.

Además de estas tres especies clave, se capturan otras especies menores de Clupeidae, como sardinas europeas y anchovas del Atlántico, pero su volumen es significativamente menor en comparación con los tres anteriores.

### Países con Mayores Volúmenes de Captura
En términos de países con mayores volúmenes de captura de Clupeidae, los cinco principales son aquellos con grandes flotas pesqueras y acceso a mares ricos en estos recursos. Según los datos de la FAO y otras fuentes pesqueras internacionales, en 2020 los cinco países con mayores volúmenes de captura de Clupeidae fueron:
El volumen de captura del Perú fue estimado en 7.3 millones de toneladas. Perú es, por mucho, el principal productor de Clupeidae, principalmente de anchoa del Pacífico. Esta especie se pesca en grandes cantidades frente a las costas del Perú, donde se utilizan para la producción de harina de pescado y aceite de pescado, además del consumo directo. La pesca en Perú representa una parte sustancial de la captura global de anchoas.
Por su parte en Chile el volumen estimado de captura fue de 5.3 millones de toneladas. Chile es otro líder mundial en la captura de anchoas del Pacífico. Similar a Perú, gran parte de la captura se destina a la producción de harina de pescado, que es utilizada en la acuicultura y la alimentación animal. La captura de sardinas y otros Clupeidae también es significativa, aunque en menor cantidad que la de Perú.
En cuanto a Rusia el volumen estimado de captura fue de 2.3 millones de toneladas. Rusia es uno de los principales países en términos de captura de arenque. La pesca de arenque se concentra principalmente en el Mar de Barents, en el Mar de Kara y en el Mar de Okhotsk, que son áreas ricas en estas especies. La pesca del arenque en Rusia tiene un fuerte enfoque en el consumo humano y la producción de productos pesqueros en conserva.
Estados Unidos fue el cuarto país por su volumen estimado de captura de 1.8 millones de toneladas. Los Estados Unidos capturan principalmente arenque en sus aguas costeras del Atlántico y del Pacífico. La pesca de sardinas también es significativa, especialmente en las aguas de la Costa Oeste. Aunque el volumen es menor en comparación con Perú y Chile, la captura de Clupeidae en los EE. UU. sigue siendo una parte importante de su industria pesquera.
En Japón el volumen estimado de captura fue de 1.6 millones de toneladas. Japón captura diversas especies de Clupeidae, incluyendo arenque y sardinas, especialmente en sus aguas del Océano Pacífico. Aunque el volumen total de captura en Japón es relativamente más pequeño que el de países como Perú o Rusia, Japón sigue siendo un actor clave en la pesca de Clupeidae, tanto para consumo humano como para la industria de productos pesqueros procesados.

## Métodos de Captura de los Clupeidae
La pesca de los Clupeidae se lleva a cabo utilizando diversos métodos, adaptados a las características de las especies y las condiciones del medio ambiente marino:
La pesca con redes de arrastre es uno de los métodos más comunes para capturar grandes cantidades de Clupeidae, especialmente en el caso de la sardina y el arenque. Las redes de arrastre pelágicas se utilizan para capturar grandes bancos de peces a lo largo de la columna de agua. Estas redes pueden ser arrastradas desde barcos, cubriendo grandes áreas para obtener rendimientos elevados.
La pesca con redes de cerco comprende el uso de grandes redes, que rodean un banco de peces, permitiendo la captura masiva. Este es un método muy utilizado para la captura de sardinas y anchoas. Las redes de cerco suelen ser operadas por barcos especializados que rodean a los peces con la red y luego la levantan para capturarlos.
Las trampas flotantes también se emplean en algunas áreas para capturar peces más pequeños de la familia Clupeidae, como la anchoa. Estas trampas pueden ser más selectivas, permitiendo capturar especies específicas sin dañar el entorno marino de manera tan agresiva.
En comunidades pesqueras costeras, las técnicas de pesca artesanal también son muy comunes. Esto incluye el uso de redes de enmalle y líneas de pesca para capturar Clupeidae, principalmente para consumo local. Aunque estas técnicas no producen los volúmenes de captura industrial, son una fuente importante de ingresos y alimentos para muchas poblaciones.

## Métodos de Procesamiento de los Clupeidae
Después de ser capturados, los peces pasan por diversos procesos de conservación y transformación, dependiendo de su destino final (consumo directo o industrial). Los métodos más comunes de procesamiento incluyen:
- Congelación:  es una de las técnicas más utilizadas para conservar los Clupeidae, ya que permite su transporte a largas distancias sin que se deterioren rápidamente. La congelación se realiza a temperaturas muy bajas para garantizar la calidad del producto.

- Enlatado: muchas especies de Clupeidae, como la sardina, son procesadas y enlatadas. Este proceso implica la limpieza, cocción y conservación del pescado en aceite o salsa, lo que permite una vida útil prolongada. Las sardinas enlatadas son un producto muy popular debido a su bajo costo y valor nutricional.

- Harina de pescado y aceite de pescado: el procesamiento industrial de los Clupeidae también incluye la transformación de los peces en harina de pescado y aceite de pescado, que son fundamentales en la producción de piensos para la acuicultura, la ganadería y en la industria farmacéutica (por su alto contenido en ácidos grasos omega-3).

- Deshidratación: en algunas regiones, los Clupeidae también son deshidratados para su conservación, especialmente cuando la pesca se realiza en áreas donde el acceso a la refrigeración es limitado. Los peces deshidratados pueden ser almacenados por largos períodos y rehidratados antes del consumo.

## Sistemática
Además de las mencionadas, la familia Cupleidae comprende más de 200 especies, agrupadas en 22 géneros:
- Subfamilia Dussumieriinae:
  - Dayella
  - Dussumieria
  - Etrumeus
  - Gilchristella
  - Jenkinsia
  - Luisiella
  - Sauvagella
  - Spratelloides
  - Spratellomorpha
- Subfamilia Clupeinae:
  - Amblygaster
  - Clupea
  - Clupeonella
  - Escualosa
  - Harengula
  - Herklotsichthys
  - Lile
  - Opisthonema
- Subfamilia Alosinae:
  - Alosa
  - Brevoortia
  - Caspialosa
  - Ethmalosa
  - Ethmidium
  - Gudusia
  - Hilsa
  - Tenualosa
- Subfamilia Pellonulinae:
  - Knightia (extinto)
  - Clupeichthys
  - Clupeoides
  - Congothrissa
  - Corica
  - Cynothrissa
  - Ehirava
  - Hyperlophus
  - Laeviscutella
  - Limnothrissa
  - Microthrissa
  - Odaxothrissa
  - Pellonula
  - Poecilothrissa
  - Potamalosa
  - Potamothrissa
  - Stalothrissa
- Subfamilia Dorosomatinae:
  - Anodontostoma
  - Clupanodon
  - Dorosoma
  - Gonialosa
  - Konosirus
  - Nematalosa
- Incertae sedis:
  - Erichalcis
  - Ilisha
  - Nannothrissa
  - Neoopisthopterus
  - Pellona
  - Platanichthys
  - Ramnogaster
  - Rhinosardinia
  - Sardina
  - Sardinella
  - Sardinops
  - Sierrathrissa
  - Sprattus
  - Stolothrissa
  - Strangomera
  - Thrattidion
- Subfamilia Pristigasterinae:
  - Odontognathus
  - Opisthopterus
  - Raconda

La familia clupeidas fue introducida ya en 1817 por el naturalista francés Georges Cuvier. Hasta hace poco, era mucho más extensa, pero, desde mediados de 2022, se consideran familias independientes (Alosidae, Dorosomatidae y Ehiravidae).